# Sulcophanaeus auricollis
Sulcophanaeus auricollis là một loài bọ cánh cứng trong họ Bọ hung (Scarabaeidae).